# Flúðir
Flúðir é uma localidade na Islândia. Em 2018 tinha uma população de cerca de 432 habitantes.